# Contea di Meagher
La contea di Meagher (in inglese Meagher County) è una contea del Montana, negli Stati Uniti. Il suo capoluogo amministrativo è White Sulphur Springs.

## Storia
La contea di Meagher fu creata nel 1867 da parti delle contee di Chouteau e di Gallatin. In seguito alcune parti della contea vennero prese per creare le contee di Fergus e di Broadwater e per ingrandire quelle di Cascade, Lewis and Clark e di Sweet Grass. Il nome della contea deriva da Thomas Francis Meagher, detto Meagher of the Sword, rivoluzionario irlandese che partecipò alla guerra di secessione americana nell'esercito statunitense.

## Geografia fisica
La contea ha un'area di 6.203 km² di cui lo 0,13% è coperto d'acqua. Confina con le seguenti contee:
- Contea di Cascade - nord
- Contea di Judith Basin - nord-est
- Contea di Wheatland - est
- Contea di Sweet Grass - sud-est
- Contea di Park - sud
- Contea di Gallatin - sud
- Contea di Broadwater - ovest
- Contea di Lewis and Clark - nord-ovest

### Evoluzione demografica

Situazione demografica

## Città principali
- White Sulphur Springs
- Martindale
- Ringling
- Checkerboard

## Strade principali
- U.S. Route 12
- U.S. Route 89

## Musei
- Charles M. Bair Family Museum, su visitmt.org. URL consultato il 12 maggio 2007 (archiviato dall'url originale il 5 febbraio 2007).